# Blutsauger
Il Blutsauger è un vampiro tedesco, il cui mito sarebbe originario della Bosnia ed Erzegovina. È traducibile in lingua italiana come succhiasangue.
Si mostra come un cadavere senza scheletro, con moltissimi peli come un lupo, di cui può assumere le sembianze; inoltre possiede grandi occhi. Secondo la leggenda sarebbe costretto a portare con sé una zolla della terra dove è avvenuta la sua sepoltura; egli diffonderebbe il suo morbo facendo masticare nel sonno ai contadini proprio questa terra.
Per ucciderlo sarebbe necessario cospargere la sua tomba di fiori di biancospino: egli si sentirebbe costretto a raccoglierli tutti, dimenticando il resto. In questo modo, all'alba, il sole lo sorprenderebbe annientandolo.